# Televizijski toranj Avala
Televizijski toranj Avala je toranj na planini Avali, pored Beograda u Srbiji. Preko njega svoj signal odašilje RTS. Visok je 204,57 metara, što ga čini najvišim tornjem na Balkanu.

## Opis
Toranj Avala je proradio 1965., nakon petogodišnje gradnje. Arhitekti su bili Uglješa Bogdanović i Slobodan Janjić, kao i konstruktor (akademik) Milan Krstić. Gradnja tornja bila je povjerena Građevinskom poduzeću "Rad".
Stotinjak radnika je radilo zimi i ljeti, te su ugradili oko 4.000 tona armiranog betona. Vrhunac posla bilo je postavljanje 60 metara visoke antene, koja je težila oko 25 tona. Početkom svibnja 1965., toranj Avala je dobio svoj konačan izgled, te su tada postavljene televizijske i radio antene. Toranj je bio naizgled mršav, te je stajao na tri noge, koje su se oslanjale na temeljne blokove ukopane 1,4 metra u stijenu. Zato je toranj uspješno prošao razne vremenske uvjete.
29. travnja 1999., pri NATO-ovom bombardiranju Srbije, toranj Avala je bio uništen i srušen.
Televizijski toranj Avala je jedan od zaštitnih znakova Beograda. Putnici, koji cestama prilaze Beogradu, znali bi da su nadomak grada, jer ugledaju toranj.
2005. je započela rekonstrukcija tornja, koji je bio srušen u bombardiranju. Prvotno je trebao biti otvoren 29. travnja 2009., na 10. godišnjicu bombardiranja. No, zbog vremenskih neprilika, radovi nisu bili završeni na vrijeme. 29. listopada 2009., RTS je priopćio da je obnova tornja završena.